# Ндахура
Ндахура (XIV ст.) — омукама (володар) держави Китари. Засновник нової династії Бачвезі (Чвезі, Абачвезі).

## Життєпис
Стосовно точних років та періоду панування Ндахури відомостей недостатньо, оскільки вони переплетені з міфами та легендами місцевих народів. Вважається, що належав до скотарського племінного союзу, який мешкав на території сучасного Південного Судану. Ймовірно належав до якого з нілотських народів (кушитів, аксумітів).
Відомо, що його батьком був Ісімбва, який ймовірно першим встановив стосунки з напівміфічною династією Абатембузі (засновників Китари) з народностей банту. Дружиною Ісімбви була Нійнамвіру, донька Букуку, онуками Китари. Останній в міфах називають узурпатором, оскільки правив на час відсутності правителя Ісази. Втім це ймовірно буловиправданням для подальшого повалення правлячої династії.
За легендою Букуку отримав пророцтво, що син його доньки повалить його владу. Тому він тримав Нійнамвіру загратами. Ісімбва, що міг спількуватися з духами (цьому напевне відбився його статус вождя-жерця), проникнув до Нійнамвіру, внаслідок чого та народила сина. Букуку наказав його кинути у воду. Алехлопця врятував гончар Рубумбі. Тому він отримав ім'я Карубумбі. Виросши одного разу Карубумбі напав на Букукута вбив його. Після цього став омукама Китари. Ймовірно в цій легенді відбилося протистояння між кочівниками-сокатями таранньою державою Китара. Наявність великої кількості худоби сприяло посиленню статусу бачвезі.
Карубумбі взяв ім'я Ндахара (так ще в давнину називали вид крилатих комах). В результаті скотарі з нілотських племен стали елітою при більшості бантуських племен.
Ндахара зберіг системи поділу держави на саза (на кшталт провінцій), на чолі яких ставив родичів (принців-омулангіра). Здійснював активну загарбницьку політику, що також було пов'язано зі кочовими традиціями. Було підкорено племена на територіях сучасної Уганди, Бурунді, Руанди, північної Танзанії, північної Малаві і Замбії. Резиденція розташовувалося в поселенні Мубенді, від якої тепер збереглися лише окремі оборонні споруди. Помер абозагинув під час походу біля озеру Вікторія або Едвард. За легендою зійшов у підземний світ за закликом зведеного брата Кйомея. Йому спадкував син Вамара.